# UTC+10
| Ora standard (tot anul) Ora standard (iarna din emisfera nordică) Ora standard (iarna din emisfera sudică) | Regiune maritimă în acest fus orar Ora de vară (vara din emisfera nordică) Ora de vară (vara din emisfera sudică) |

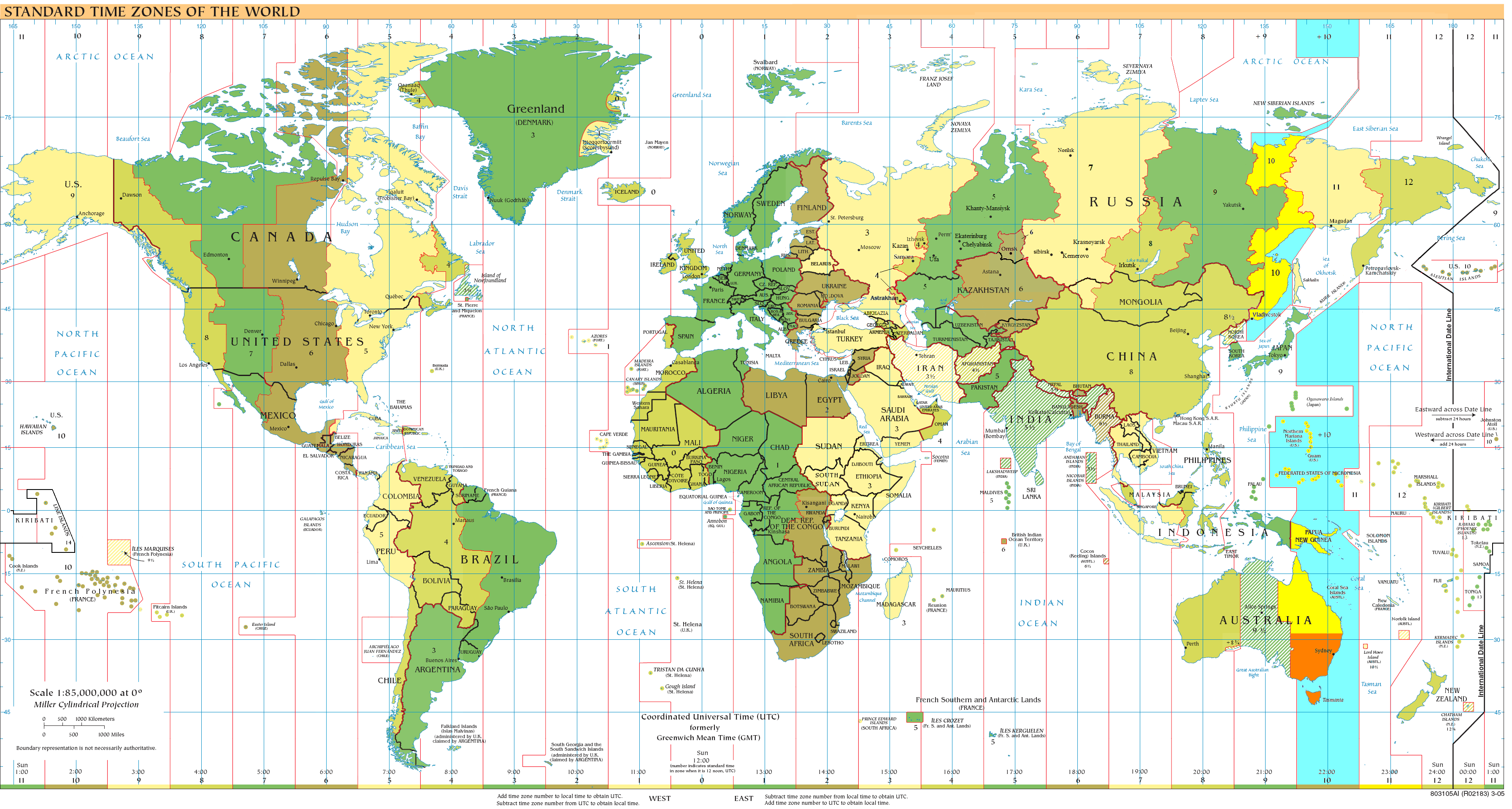
Utilizarea fusului orar UTC+10:

UTC+10 este un fus orar aflat cu 10 ore înainte UTC. UTC+10 este folosit în următoarele țări și teritorii:

## Ora standard (tot anul)
Ora de Kaliningrad: UTC+3 (MSK−1)
     Ora de Moscova: UTC+4 (MSK)
     Ora de Samara: UTC+5 (MSK+1; nefolosit)
     Ora de Ekaterinburg UTC+6 (MSK+2)
     Ora de Omsk: UTC+7 (MSK+3)
     Ora de Krasnoiarsk: UTC+8 (MSK+4)
     Ora de Irkutsk: UTC+9 (MSK+5)
     Ora de Iakutsk: UTC+10 (MSK+6)
     Ora de Vladivostok: UTC+11 (MSK+7)
     Ora de Magadan: UTC+12 (MSK+8)
     UTC+8
     UTC+9:30
     UTC+9:30 / ora de vară: UTC+10:30
     UTC+10
     UTC+10 / ora de vară: UTC+11
- Australia[1] (AEST - Australian Eastern Standard Time)
  -  Queensland
- Statele Federate ale Microneziei
  -  Chuuk
  -  Yap

- Papua Noua Guinee
- Rusia (YAKT - Yakutskoye vremya / Якутское время)
  -  Iacuția (partea vestică)
  -  Regiunea Amur
  -  Regiunea Transbaikal
- Statele Unite ale Americii (Chamorro Time Zone)
  -  Guam
  -  Comunitatea Insulelor Mariane de Nord

## Ora standard (iarna din emisfera sudică)
- Australia[1] (AEST - Australian Eastern Standard Time)
  -  Australian Capital Territory
  -  Noul Wales de Sud (fără Broken Hill și insula Lord Howe)
  -  Tasmania
  -  Victoria

În vara Australian Capital Territory, Noul Wales de Sud, Tasmania și Victoria folosesc fusul orar UTC+11.